# Beheenzuur
Beheenzuur, met de systematische naam docosaanzuur, is een carbonzuur, meer bepaald een verzadigd vetzuur met als brutoformule C22H44O2. De zuivere stof komt voor als een wit tot lichtgeel kristallijn poeder, dat zo goed als onoplosbaar is in water.
Beheenzuur komt voor in behenolie, die afkomstig is van de zaden van de plant Moringa oleifera. Ook in raapzaad en pindaolie wordt beheenzuur aangetroffen. Het wordt gebruikt in hairconditioners en vochtinbrengende crèmes.